# Мунія біловола
Мунія біловола (Heteromunia pectoralis) — вид горобцеподібних птахів родини астрильдових (Estrildidae). Ендемік Австралії.

## Поширення
Цей вид поширений на півночі Австралії, між долиною річки Фіцрой (Західна Австралія), і верхньою частиною Бурдекіна та центрально-західною частиною півостровом Кейп-Йорк (Квінсленд). Мешкає в сухих саванах і субтропічних або тропічних сухих низинних луках.

## Опис
Дрібний птах, завдовжки 11–12 см, включаючи хвіст, і важить приблизно 16 г. Забарвлення на тімені, потилиці, спині та крилах сірувато-буре, з тенденцією до освітлення від шиї вгору: груди білі з характерними чорними прожилками, черево сірувато-біле, боки горіхового кольору. Такого ж кольору є круп, хвіст і смуга, яка починається від чола і продовжується через скроні, щоки та горло, щоб розмежувати чорну маску, яка покриває все обличчя та горло. Очі темно-карі, ноги тілесного кольору, дзьоб сріблясто-сірий.

## Спосіб життя
Це денні птахи, які пересуваються в основному по землі або серед стебел трави в пошуках їжі, утворюючи зграї середнього розміру (до 20 особин), які можуть без проблем змішуватися з групами інших видів астрильдів. 
Зерноїдний птах, який харчується будь-яким типом дрібного насіння, оболонку якого можна розбити міцним дзьобом; цей раціон може поєднувати з фруктами, ягодами та паростками, а в репродуктивний період з дрібними комахами та личинками.
Репродуктивний період не фіксований, а пов'язаний з місцевими опадами, тому при сприятливих кліматичних умовах цей птах здатний розмножуватися практично протягом усього року. Гніздо має сферичну форму і будується обома партнерами в гущавині кущів або серед високої трави приблизно в метрі від землі, використовуючи стебла трави та інший волокнистий матеріал рослинного походження. У кладці 4-6 яєць білого кольору, які обидва батьки висиджують (чергуючи висиджування протягом дня та спільний сон у гнізді протягом ночі) протягом приблизно двох тижнів, наприкінці яких народжуються пташенята, які спочатку сліпі та безпері. Їх годують обидва батьки приблизно три тижні, після чого вони готові вилітати, хоча вони, як правило, залишаються біля гнізда, поки їм не виповниться півтора місяця.